# 夺命拳王
《夺命拳王》（英語：The Fist That Kills）是1972年上映的一部电影，由王天林执导，张清清等人出演，该影片主要讲述的是女侠和一些人保护皇子的故事。

## 劇情簡介
一位女侠得知皇子有危难，于是便和一些人一起去救皇子，并且通过她和和她同行的人的努力，他们终于救下了皇子，而这位女侠，又去其他地方去行侠仗义去了……

## 演员表
- 江明
- 鲁平
- 张清清
- 魏苏
- 龙飞

## 備註
1. ↑  陈墨. . 2005年.
2. ↑  陈墨. . 2006年.
3. ↑  王天林. . 2007年.
4. ↑  杜雲之. . 1988年.
5. ↑  李道新. . 2005年.
6. ↑  . 2007年.

## 相關連結
- 豆瓣电影上《夺命拳王》的資料 （简体中文）
- 互联网电影数据库（IMDb）上《独臂拳王》的资料（英文）
- 爛番茄上《夺命拳王》的資料（英文）
- 香港影庫上《夺命拳王》的資料（繁體中文）
- 观看地址 （页面存档备份，存于）